# Altvioolconcert
Een altvioolconcert is een concert voor solo altviool en orkest of kamerorkest.
Het altvioolconcert bestaat meestal uit drie delen en werd vooral in het classicisme en de romantiek veel gecomponeerd. Toch werden er ook voor en na die tijd min of meer bekende altvioolconcerten geschreven. Het aantal altvioolconcerten is beduidend minder dan die voor de viool.